# NGC 3982
NGC 3982位於大熊座的一個中間螺旋星系，威廉·赫歇爾於1789年4月14日發現它。NGC 3982距離地球680萬光年，也是大熊座北星系團（M109 Group）的成員之一。
1998年4月13日，該星系曾出現一顆超新星SN 1998aq（英國業餘天文愛好者發現時為14.9等，兩天後達至最亮的14.0等），哈伯太空望遠鏡在2003年9月拍攝這個星系的照片（页面存档备份，存于）。

## 外部連結
- Spiral Galaxy NGC 3982 @ SEDS NGC objects pages
- The Distance to Supernova 1998aq in NGC3982（页面存档备份，存于） Arxiv，2001
- SN 1998aq in NGC 3982（页面存档备份，存于）